# Giuseppe Marletta
Giuseppe Marletta (Catania, 10 ottobre 1878 – Catania, 20 marzo 1944) è stato un matematico italiano.

## Biografia
Dopo gli studi liceali nella sua città natale, conseguì la laurea in matematica presso l'Università di Catania nel 1901, col massimo dei voti e la lode, sotto la guida di Mario Pieri. Nello stesso anno, avendo vinto concorsi per l'insegnamento nelle scuole pubbliche, divenne anche assistente alla cattedra di geometria proiettiva e descrittiva dell'Università di Catania retta da Mario Pieri, conseguendo la libera docenza in geometria nel 1906; dal 1912, tenne pure l'insegnamento di geometria superiore. Incaricato di diversi altri insegnamenti della Facoltà di Scienze di Catania sin dal 1904 (fra cui analisi matematica, meccanica razionale, matematica per chimici e naturalisti), professore straordinario di geometria analitica nel 1926, lasciato dunque l'insegnamento nelle scuole medie, svolto fin dal 1902 in varie città italiane (Comiso, Adrano, Bari, Palermo e Catania), divenne nel 1929 ordinario di geometria proiettiva e descrittiva presso la stessa università, in cui rimase fino al suo collocamento a riposo, contribuendo molto agli studi ed alle ricerche di geometria presso l'ateneo catanese.
La sua attività di ricerca si svolse prevalentemente nell'ambito della geometria, con particolare riguardo alla teoria degli iperspazi nell'indirizzo datogli da Luigi Cremona. A tal riguardo, introdusse i cosiddetti ultraspazi, particolari spazi geometrici ad infinite dimensioni, compiendo altresì notevoli studi sulle varietà di iperspazi e su molti altri argomenti di geometria differenziale proiettiva e geometria algebrica.
Cultore di musica, fu anche un apprezzato pianista e compositore, nonché socio di diverse istituzioni scientifiche italiane fra cui l'Accademia Gioenia di Catania.

## Opere principali
- Trattato di geometria elementare per le scuole medie, 2 voll., Tip. V. Giannotta, Catania, 1911 (con successive edizioni).
- Lezioni di matematiche superiori, Pubblicazioni del Circolo Matematico di Catania, Tip. V. Giannotta, Catania, 1925.
- Geometria proiettiva, Pubblicazioni del Circolo Matematico di Catania, Tip. V. Giannotta, Catania, 1932.
- Geometria proiettiva degli iperspazi, Pubblicazioni del Circolo Matematico di Catania, Tip. V. Giannotta, Catania, 1936.
- Lezioni di matematiche complementari, Pubblicazioni del Circolo Matematico di Catania, Tip. V. Giannotta, Catania, 1938.
- Geometria analitica, SEI, Catania, 1939.
- Elementi di aritmetica per le scuole medie (con G. Aprile), SEI, Catania, 1941.
- Geometria descrittiva, Casa del Libro, Catania, 1944.